# Schronisko PTT pod Turbaczem

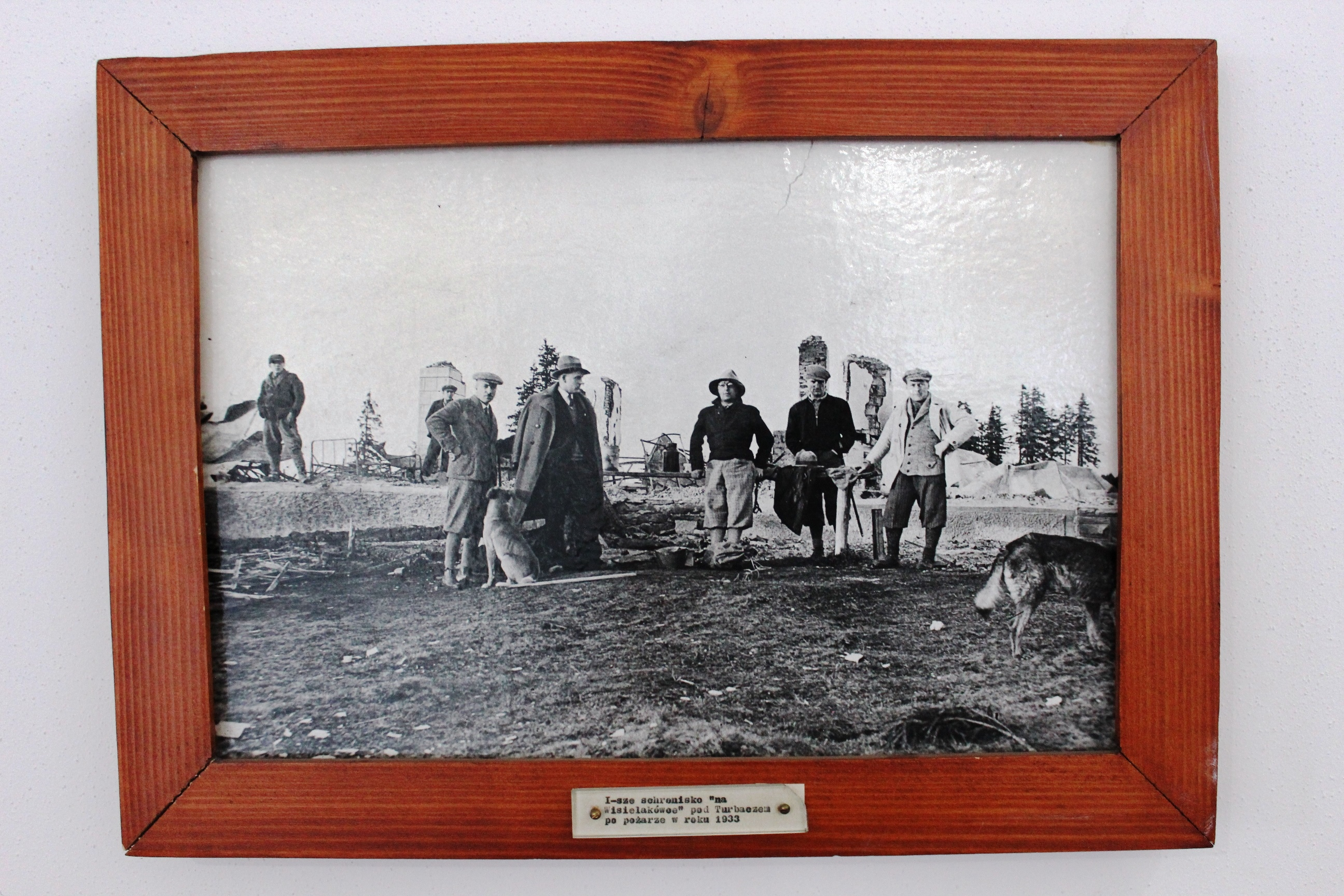
Ruiny schroniska po pożarze w 1933 (zdjęcie z ekspozycji Ośrodka Kultury Turystyki Górskiej PTTK)

Schronisko PTT pod Turbaczem – nieistniejące schronisko turystyczne Polskiego Towarzystwa Tatrzańskiego, położone w Gorcach, na polanie Wisielakówka pod Turbaczem.

## Historia
Schronisko zostało zbudowane przez Oddział Polskiego Towarzystwa Tatrzańskiego „Gorce” w Nowym Targu. Inicjatorem jego powstania był Kazimierz Sosnowski. Rozpoczęcie budowy nastąpiło w 1924. Grunt pod obiekt, w formie wieloletniej dzierżawy, podarowała ówczesna gmina Waksmund. Wsparcia udzieliła również gmina Nowy Targ, która dostarczyła drewno do jego budowy. Projekt nieodpłatnie wykonał Karol Stryjeński, dyrektor Państwowej Szkoły Przemysłu Drzewnego w Zakopanem.
Budynek był drewniany, na kamiennej podmurówce, zwrócony na południe – zapewniający widok na Tatry.
Schronisko zostało otwarte 13 września 1925, jako pierwszy tego typu obiekt w Gorcach. Na uroczystości otwarcia obecny był m.in. Władysław Orkan, pisarz, piewca urody gorczańskiego pejzażu. W 1927, z okazji 30-lecia pracy twórczej Orkana, obiektowi nadano jego imię.
W nocy z 16 na 17 listopada 1933 schronisko zostało doszczętnie zniszczone w wyniku pożaru, którego przyczyną było podpalenie – prawdopodobnie przez kłusowników, którzy widzieli dla siebie zagrożenie w zwiększającym się ruchu turystycznym. Obiekt był ubezpieczony, a jego wartość została oszacowana na 30 000 zł.
W 1934 przystąpiono do odbudowy schroniska w nowej lokalizacji – bliżej szczytu Turbacza, w miejscu obecnego schronisko PTTK na Turbaczu.

## Oferta
Na parterze schroniska znajdowała się jadalnia, kuchnia, zbiorowa sypialnia, mały pokoik oraz suszarnia. Na piętrze były dwa pokoje oraz nieogrzewana zbiorowa sypialnia, służąca turystom w okresie letni. W 1925 na potrzeby schroniska zakupiono 30 łóżek. W 1929 wykopano obok obiektu studnię – do tego czasu wodę przynoszono ze źródeł. Schronisko powiększono również o dodatkowe pomieszczenie o wymiarach 6 na 5,5 m oraz wybudowano ubikację, która została połączona z budynkiem krytym korytarzem. W 1930 wykonano prace adaptacyjne na poddaszu, w wyniku których sypialnia na 12 łóżek mogła służyć przez cały rok.